# Okamira pulchra
Okamira pulchra är en skalbaggsart som beskrevs av Maria Helena M. Galileo och Martins 2005. Okamira pulchra ingår i släktet Okamira och familjen långhorningar. Inga underarter finns listade i Catalogue of Life.